# Bradford William LePage
Pour les articles homonymes, voir LePage.
Bradford William LePage, homme politique canadien, servit comme lieutenant-gouverneur de la province de l'Île-du-Prince-Édouard entre 1939 et 1945.